# Iso Oritsaari
Iso Oritsaari är en ö i Finland. Den ligger i sjön Pihlajavesi och i kommunen Puumala i den ekonomiska regionen  S:t Michel och landskapet Södra Savolax, i den södra delen av landet, 230 km nordost om huvudstaden Helsingfors. Öns area är 35,3 hektar och dess största längd är 1,4 kilometer i nord-sydlig riktning.